# Vito D'Ancona

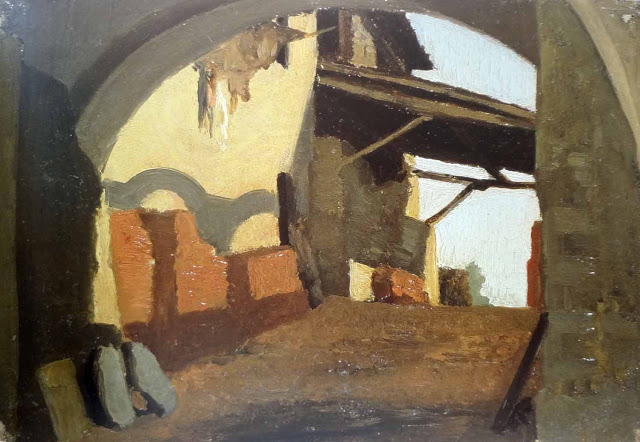
Pórtico (1861), Galleria d'Arte Moderna di Palazzo Pitti, Florencia

Vitale D'Ancona, más conocido como Vito D'Ancona (Pesaro, 12 de agosto de 1825–Florencia, 9 de enero de 1884) fue un pintor italiano, adscrito al grupo de los macchiaioli. 

## Biografía
Natural de Pesaro, de familia burguesa, se instaló en Florencia en 1844, donde estudió en la Escuela de Bellas Artes, siendo discípulo de Giuseppe Bezzuoli. En 1848 luchó con los voluntarios toscanos en la Primera Guerra de la Independencia Italiana, donde participó en la batallas de Curtatone y Montanara.
Fue uno de los primeros tertulianos del Caffè Michelangiolo, el centro de reunión del grupo pictórico de los macchiaioli (en italiano «manchistas» o «manchadores»), surgido en Florencia en 1855 y activo aproximadamente hasta 1870. En su génesis se encontraba el rechazo a la pintura académica y al panorama artístico de la Italia de su época, frente al que defendían una nueva técnica basada en las manchas de color, que según ellos creaban unas «impresiones» espontáneas e inmediatas de la realidad visual. Es por ello que numerosos historiadores los califican de «protoimpresionistas», aunque su estilo enfatiza más la solidez de las formas frente a los efectos lumínicos de los antecesores del impresionismo, al tiempo que su obra tiene un contenido más literario.
En 1856 viajó con Telemaco Signorini a Bolonia, Módena, Mantua y Venecia. Participó en la Exposición Nacional de 1861 con el cuadro El encuentro de Dante y Beatriz, ganando un premio que rechazó en protesta por la composición del jurado, como el resto de sus compañeros. En los años 1860 vivió en París por un plazo de siete años, donde estuvo al día de las vanguardias artísticas de la época. Volvió en 1875 y ganó una medalla de oro en la Exposición Nacional de Nápoles. Abandonó la pintura en 1878, aquejado de una parálisis integral.